# پیتر، پال اند مری

Peter, Paul and Mary 1963

پیتر، پال و مری (انگلیسی: Peter, Paul and Mary) گروه موسیقی فولک آمریکایی بود که سال ۱۹۶۱ در نیویورک شکل گرفت. اعضای گروه عبارت بودند از پیتر یارو (تنور)، پال استوکی (باریتون) و مری تراورز (کنترآلتو).